# Sámuel Enyedi (inventator)
A nu se confunda cu Sámuel Enyedi (medic).
Sámuel Enyedi a fost un inventator maghiar care a trăit în secolul al XVIII-lea.
I se atribuie construirea unui ceas mecanic, realizarea unor inovații în domeniul mineritului și chiar și un fel de aparat de zbor.
A scris și o lucrare intitulată: Demonstratio quadratura circuli. Nunc primum cum orbe erudito communicata și apărută în 1767 la Claudiopoli și în care tratează problema cvadraturii cercului.